# 人間以上
『人間以上』（にんげんいじょう、英語: More Than Human）は、シオドア・スタージョンのSF小説で、ミュータントをテーマとしている。
『ギャラクシー』誌1952年10月号に発表された中篇「赤ん坊は三つ」を第2章として、第1章と第3章を追加して1953年に長編として刊行された。出版社はファラー・ストラウス・アンド・ヤングで、1954年に第4回国際幻想文学賞を受賞した。
日本では1954年、同人誌『密室』に矢野徹の翻訳した「赤ん坊は三つ」が掲載された。その後、1963年に矢野徹の翻訳による『人間以上』がハヤカワ・SF・シリーズから刊行され、1978年にハヤカワ文庫から刊行された。

## 書誌情報（日本語訳）
- シオドア・スタージョン『人間以上』矢野徹訳、早川書房〈ハヤカワ・SF・シリーズ〉、1963年、国立国会図書館書誌ID:000001042651
- シオドア・スタージョン『人間以上』矢野徹訳、解説：水鏡子、カバー：野中昇、早川書房〈ハヤカワ文庫〉、1978年10月、ISBN 4-15-010317-8[3]